# Hội chứng sợ xã hội
Hội chứng sợ xã hội, hay ám ảnh sợ xã hội, (tiếng Anh: social phobia, Social anxiety disorder) là một dạng trong nhóm bệnh rối loạn lo âu được mô tả bởi đặc điểm sợ hãi quá mức trong các tình huống xã hội thông thường. Biểu hiện thể chất thường thấy là tim đập nhanh, đỏ mặt, đổ mồ hôi, khó chịu ở dạ dày, buồn nôn. Người bệnh bộc lộ sự sợ hãi mãnh liệt và dai dẳng khi người khác nhìn mình hoặc bị phê bình, luôn sợ rằng hành vi của mình sẽ khiến bản thân rơi vào tình huống khó xử hoặc bị bẽ mặt. Sự sợ hãi của họ có thể mạnh đến nỗi nó can thiệp nghiêm trọng vào công việc, học tập hay những hoạt động khác. Một số tình huống xã hội mà người bệnh thường tránh né nhất đó là:
- Nói chuyện trước đám đông
- Làm việc khi ai đó đang nhìn mình
- Nói chuyện trên điện thoại
- Gặp người lạ
- Hẹn hò
- Ăn ở nơi công cộng
- Trả lời câu hỏi trong lớp học

## Chẩn đoán
Việc chẩn đoán ám ảnh sợ xã hội chỉ được thực hiện khi hành vi tránh né, sợ hãi các tình huống xã hội ảnh hưởng tới cuộc sống thường ngày, làm suy giảm khả năng làm việc và các chức năng xã hội hoặc làm cho người đó cảm thấy đau khổ. Cẩm nang Chẩn đoán và Thống kê Rối loạn tâm thần (DSM-IV-TR) của Hiệp hội Tâm thần học Hoa Kỳ và ICD 10 cung cấp các tiêu chuẩn chẩn đoán sau:

## Yếu tố nguy cơ
Những yếu tố sau đây làm gia tăng nguy cơ mắc ám ảnh sợ xã hội:
- Giới tính: Nữ giới có nguy cơ mắc bệnh cao hơn gấp 2 lần so với nam giới[6].
- Gia đình: Có cha mẹ hoặc anh em từng mắc bệnh.
- Trải nghiệm không tốt: Những người trước kia từng bị trêu chọc, bắt nạt, nhạo báng hoặc nhục mạ dễ mắc bệnh hơn. Ngoài ra bị lạm dụng tình dục và gia đình không hòa thuận cũng được ghi nhận.
- Tính cách: Những đứa trẻ có tính cách nhút nhát, hay xấu hổ khi gặp người lạ. Tuy nhiên, trong một số trường hợp, nhút nhát thường bị nhầm lẫn với hội chứng sợ xã hội[7]
- Yêu cầu công việc: Tính chất công việc hay phải phát biểu trước đám đông và gặp nhiều người có thể là nhân tố kích hoạt bệnh.

## Tỉ lệ
| Quốc gia | Tỉ lệ         |
| -------- | ------------- |
| Hoa Kỳ   | 2-7%          |
| Anh      | 0.4% (trẻ em) |
| Scotland | 1.8% (trẻ em) |
| Wales    | 0.6% (trẻ em) |
| Úc       | 1-2.7%        |
| Brasil   | 4.7-7.9%      |

Cũng như một số bệnh tinh thần khác, ám ảnh sợ xã hội trước đây được cho rằng có tỉ lệ mắc nhỏ, nguyên nhân là vì nhiều người không tìm sự giúp đỡ, trên thực tế thì nó khá phổ biến. Nhưng ở đây một lần nữa các con số thống kê gặp phải vấn đề, do các tiêu chuẩn chẩn đoán ám ảnh sợ xã hội có nhiều điểm mơ hồ và mang đặc điểm chung với nhiều rối loạn khác. Về tuổi, bệnh thường khởi phát trong nhóm từ 11 đến 19, hiếm khi xảy ra sau tuổi 25, có tỉ lệ mắc ở nữ cao gấp 2 lần nam, tuy vậy nam giới lại đi chữa trị nhiều hơn. Ở Mỹ ám ảnh sợ xã hội là rối loạn tâm thần phổ biến thứ ba sau trầm cảm và lạm dụng chất và tỷ lệ mắc đối với một người trong suốt cuộc đời dao động từ 3% đến 13%. Còn theo dữ liệu của Học viện Sức khỏe Tâm thần Hoa Kỳ (NIMH) căn bệnh ảnh hưởng đến khoảng 5,3 triệu người trưởng thành ở đây. Có rất nhiều báo cáo khác nhau nhưng nói chung đều đưa ra các con số thay đổi từ 2% đến 7% người trưởng thành Mỹ mắc bệnh. Còn ở Úc, vào năm 2003, trong độ tuổi từ 15 đến 24 ám ảnh sợ xã hội là căn bệnh phổ biến thứ 8 đối với nam giới và thứ 5 đối với nữ. Có khó khăn trong việc phân định rạch ròi giữa ám ảnh sợ xã hội với kỹ năng xã hội yếu hoặc ở những người có tính nhút nhát do vậy mà ở nhiều nghiên cứu tỉ lệ mắc bệnh tương đối cao.

## Điều trị
Phần lớn các rối loạn lo âu có thể điều trị thành công thông qua luyện tập hoặc điều trị bởi các chuyên viên chăm sóc sức khỏe tâm thần. Nghiên cứu chỉ ra rằng có hai kiểu điều trị chính có hiệu quả cao đó là liệu pháp hành vi nhận thức và dùng thuốc.

### Liệu pháp hành vi và hành vi nhận thức
Liệu pháp hành vi nhận thức (CBT) tỏ ra rất có hiệu quả trong việc điều trị bệnh ám ánh sợ xã hội. Nó gồm hai thành phần. Liệu pháp nhận thức giúp người bệnh thay đổi các thói quen (các mẫu) suy nghĩ giúp cho họ vượt qua nỗi sợ hãi. Ví dụ người bệnh có thể được giúp đỡ để vượt qua niềm tin rằng những người khác luôn quan sát và bình phẩm về mình, còn liệu pháp hành vi giúp họ cảm thấy thoải mái hơn trong các tình huống làm cho họ sợ hãi.
Chìa khóa của phương pháp này là hành động trực tiếp đối diện với các tình huống làm cho họ sợ. Quá trình này nói chung gồm 3 giai đoạn. Giai đoạn đầu tiên, người bệnh được làm quen với tình huống gây sợ hãi, bước thứ hai gia tăng dần dần cường độ gây sợ hãi bằng cách tăng nguy cơ bị chỉ trích do đó họ có thể xây dựng được niềm tin rằng mình có khả năng kiểm soát phê bình từ phía người khác và bước thứ ba là tập các kỹ năng để vượt qua hẳn nó. Trong giai đoạn này, người bệnh cần phải tưởng tượng ra các tình huống mà mình sợ hãi nhất và được khuyến khích phát triển khả năng đối phó lại chúng và nhận thức đúng lời phê bình.
Những giai đoạn này thường được kết hợp với việc quản lý lo âu, ví dụ họ sẽ được dạy kỹ năng thở sâu để điều khiển lo âu. Nếu tất cả các giai đoạn trên được tiến hành cẩn thận với sự trợ giúp của bác sĩ trị liệu sẽ giúp người bệnh giảm lo âu liên quan đến các tình huống gây sợ hãi. Nếu được trị liệu bằng liệu pháp hành vi nhận thức hoặc chỉ riêng liệu pháp hành vi, sự đối đầu với sợ hãi chỉ được tiến hành khi đã sẵn sàng; nó sẽ được tiến hành từ từ và hoàn toàn nằm trong sự chấp nhận của bệnh nhân, họ sẽ trao đổi với nhà trị liệu để tìm ra cách thức thực hiện phù hợp nhất với bản thân.
Mục tiêu chính của liệu pháp hành vi nhận thức và liệu pháp hành vi là làm giảm lo lắng bằng cách xóa bỏ niềm tin hoặc hành vi duy trì các rối loạn lo âu, chẳng hạn niềm tin rằng tốt nhất là tránh các tình huống hoặc đối tượng gây sợ hãi thay vì học hỏi nó.
Trong suốt quá trình điều trị, nhà trị liệu có thể giao bài tập về nhà cho bệnh nhân. Các liệu pháp điều trị kéo dài ít nhất 12 tuần. Nó có thể được tiến hành theo nhóm, những người có cùng những vấn đề chung được hợp thành một nhóm, và phương pháp này được gọi là trị liệu theo nhóm, cách này rất tốt bởi vì họ hiểu rõ bệnh của nhau, cũng có các kiểu trị liệu khác dành cho cặp vợ chồng hoặc trị liệu gia đình, mục đích là giúp những người thân của bệnh nhân có hiểu biết hơn về căn bệnh, điều này rất có ích cho việc chữa trị. Chương trình rèn luyện các kỹ năng xã hội cũng có ích cho người mắc bệnh ám ảnh sợ xã hội.

### Dùng thuốc
Cùng với trị liệu tâm lý, việc dùng thuốc giữ một vai trò quan trọng. Các loại thuốc bao gồm thuốc chống trầm cảm như SSRI (chất ức chế tái hấp thu serotonin có chọn lọc) và MAOI (monoamine oxidase inhibitor) được cho là có hiệu quả cao hơn so với benzodiazepenes. Một số người có thay đổi tốt khi sử dụng beta-blocker loại thuốc thường được sử dụng để điều trị bệnh cao huyết áp.
Một điều quan trọng trong việc điều trị ám ảnh sợ xã hội đó là phải kiên nhẫn và không có quy chuẩn điều trị nào có hiệu quả với tất cả bệnh nhân, phương pháp điều trị cần phải linh hoạt để phù hợp với từng người. Bác sĩ trị liệu và bệnh nhân cần thảo luận kỹ càng để xác định được kế hoạch điều trị có hiệu quả cao nhất và đánh giá lộ trình để có khả năng theo kịp. Cần điều chỉnh lại kế hoạch khi mà bệnh nhân không có những biến chuyển như mong đợi.